# Monasterio de Arouca

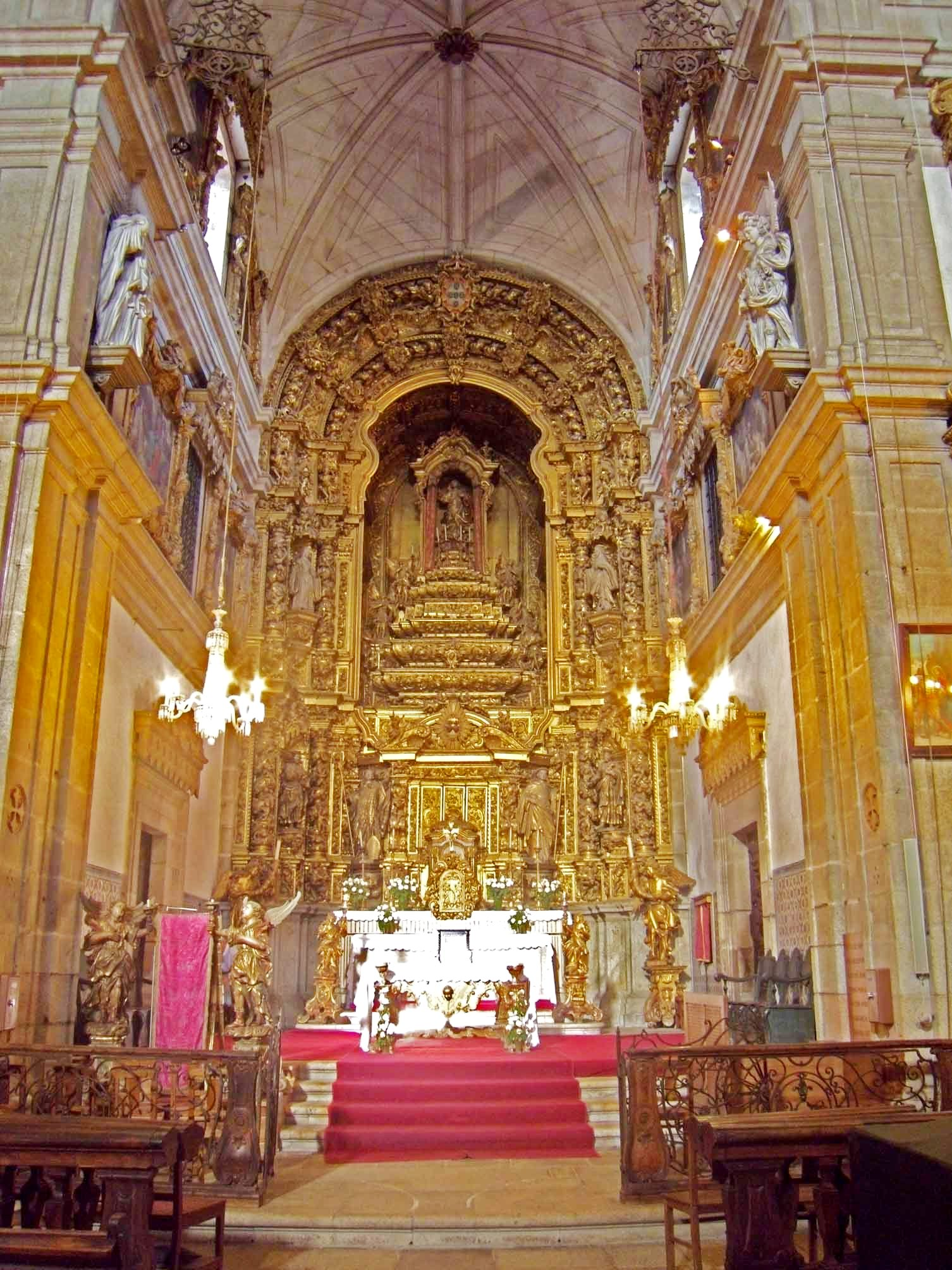
Altar mayor del monasterio de Arouca.

El Monasterio de Arouca se localiza en la freguesia de Arouca, villa y concelho de Arouca en el Área Metropolitana de Oporto y de la Región Norte. Está situado en el extremo nordeste del distrito de Aveiro, en Portugal.

## Historia
De acuerdo con las fuentes documentales, fue fundado en la primera mitad del siglo X, como un pequeño monasterio habitado por una comunidad religiosa bajo la invocación de San Benito de Núrsia. Recibió carta de coto en el siglo XII, período que definió el carácter de centralidad de este cenobio en la vida política y administrativa de la región. Desde 1154 pasó a ser habitado solo por religiosas.
Su importancia se ha fortalecido con el patrocinio de Mafalda de Portugal, efímera reina de Castilla, que vivió aquí entre 1220 y 1256. Hija de Sancho I de Portugal y Dulce de Aragón, en 1215 se celebró el contrato de matrimonio con Enrique I de Castilla. Pero el matrimonio no se consumó y fue anulado por el papa en 1216. Enrique I fallecería en accidente cuando se preparaba su matrimonio con Sancha de León y Castilla (1217). Mafalda ya había regresado a Portugal pero con el título de reina. Su padre le donó el Monasterio de Arouca. Mafalda falleció el 1 de mayo de 1256 y se encuentra sepultada en Arouca. Mafalda fue beatificada en 1792.
En términos materiales, fueron muchas las dádivas de su erario que transitaron hacia el dominio de la institución y ha sido por su voluntad que la comunidad monástica adoptó, en 1226, la reforma de la Orden de Cister, ilustrada por su figura más conocida, San Bernardo de Claraval. A partir de entonces, fue como monasterio cisterciense femenino que se registraron los principales pasos de su historia. . A lo largo de su existencia secular, el monasterio vivió períodos de gran desafío económico que, de algún modo, se reflejaron en la búsqueda de piezas artísticas de gran calidad, buena parte de las cuales aún se mantienen.
En la época moderna el conjunto fue reconstruido y ampliado desde finales del siglo XVII. Un gran incendio destruyó gran parte del monasterio en 1725, y los trabajos de reconstrucción se extendieron hasta los últimos años del siglo XVIII, confiriéndole su actual aspecto. Entre los artistas que contribuyeron a su brillo, destacan Diogo Teixeira, Carlos Gimac y Miguel Francisco da Silva.
Con la extinción de las órdenes religiosas en Portugal (1834), el convento y todos sus activos pasan al Estado portugués. A las monjas que vivían en el convento se mantuvo el derecho de residencia hasta el fallecimiento de la última, que ocurrió en 1886. A partir de entonces, sus bienes transitaron hacia la Hacienda Pública, abriéndose un período de usos diversos de este amplio conjunto edificado. Su patrimonio artístico se recoge en el Museo de Arte Sacro, allí instalado. 
De la construcción original sólo llegaron hasta nosotros algunas piedras aprovechadas en una pared del edificio de los siglos XVII y XVIII.
En nuestros días el IPPAR ha venido a proceder a pequeñas obras de recuperación y restauración, indispensables y preparatorias de la gran agenda emprendida, y que pretende modernizar el Museo de Arte Sacra, implementar un modelo de gestión que garantice la calidad y la continuidad de los servicios que preste, y dar nuevo impulso al Centro de Estudios, constituido en torno al patrimonio documental de D. Domingos de Pinho Brandão.

## Arquitectura

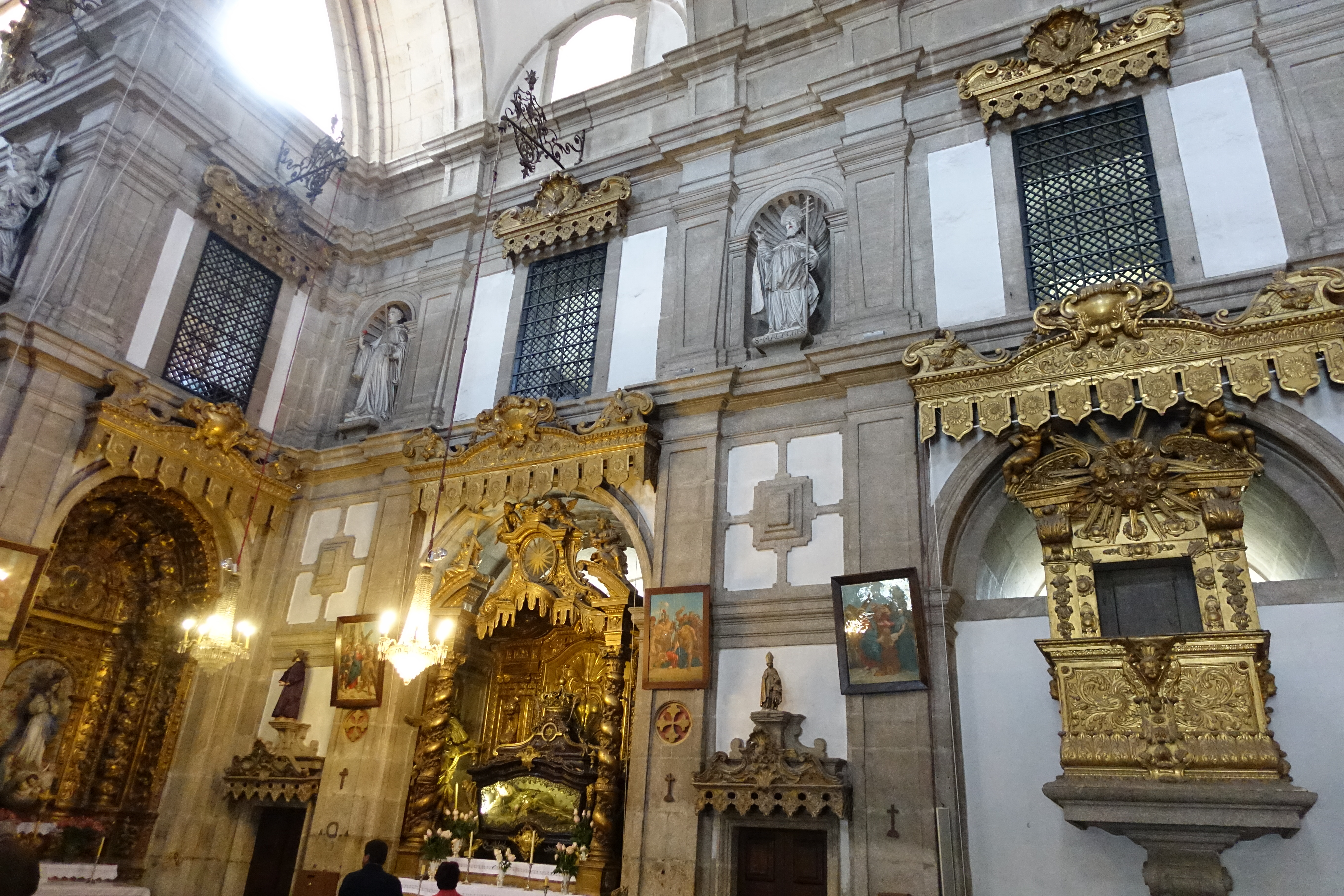
Nave del monasterio.

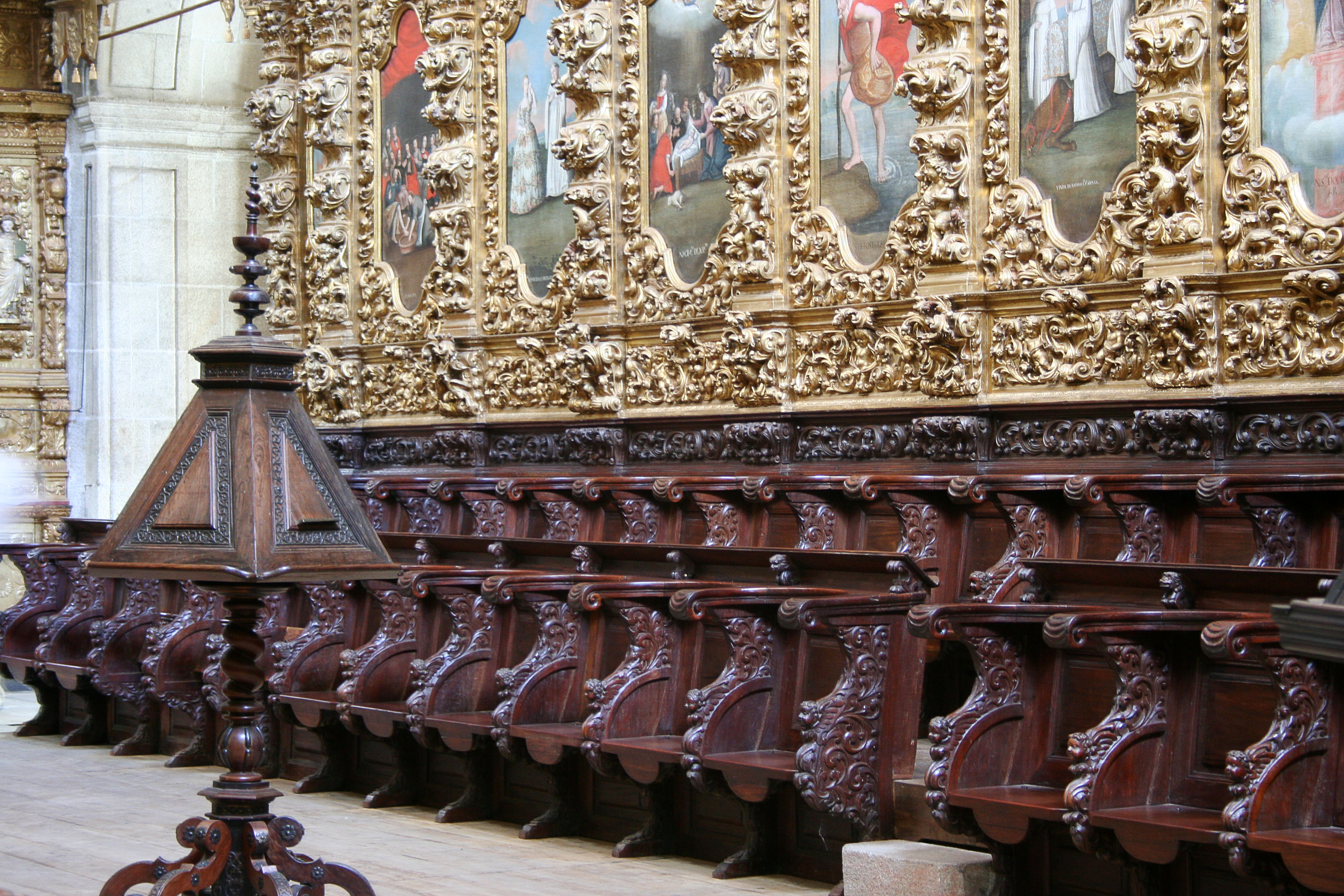
El coro

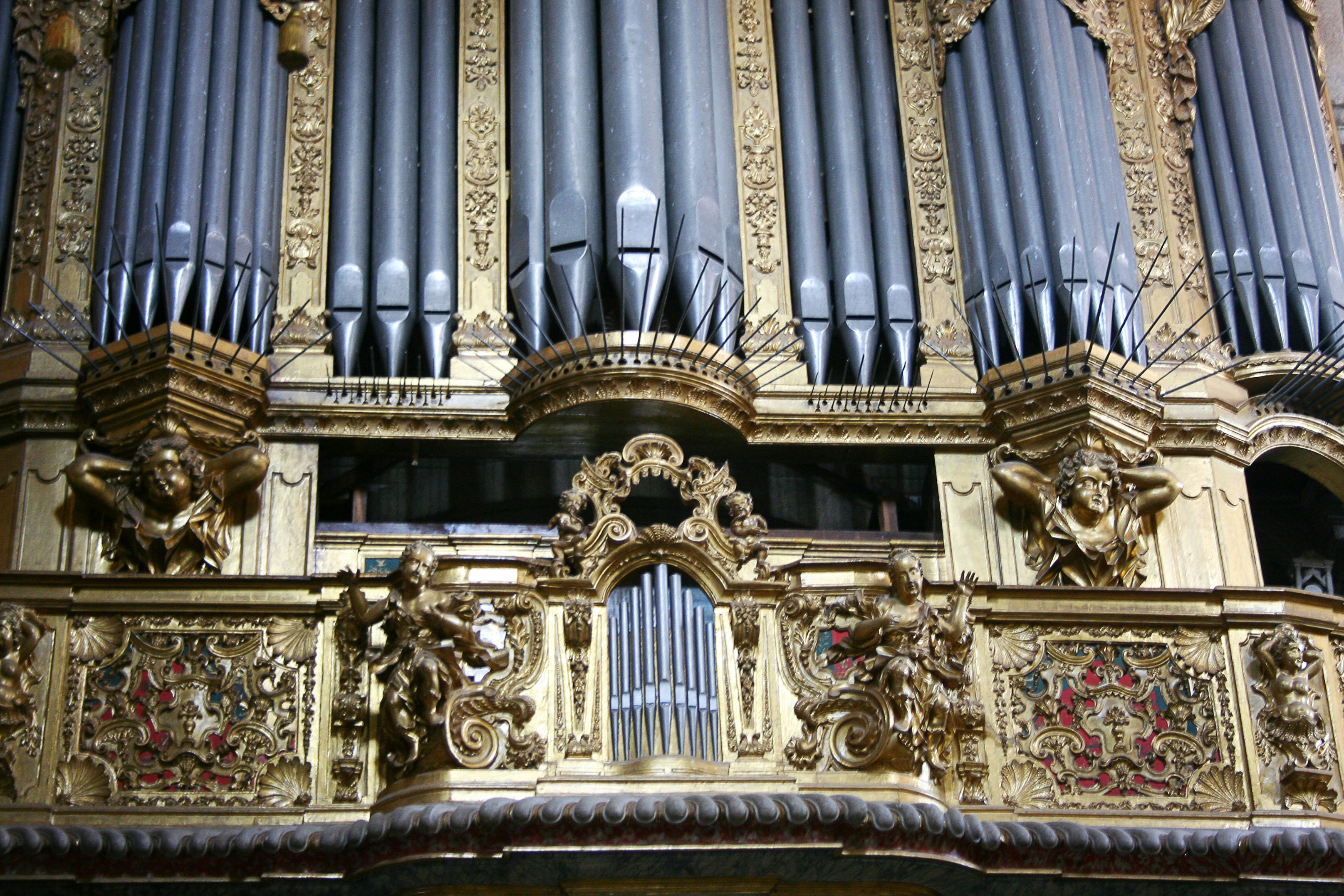
El órgano barroco

Aislado cerca de la entrada a la ciudad, y ubicado en una encrucijada regional, el monasterio domina un valle rodeado por la Serra da Freita, la Serra Mó y la Serra de Gamarão.
Es de plata rectangular orientada de norte a sur, con anexos en las alas más pequeñas, y cubierta de tejas. Las alas más pequeñas (en el norte y el sur) albergan la iglesia y las celdas (al norte) y el conjunto de edificios alrededor del claustro y dos patios longitudinales (en el sur), de norte a sur, el Pátio do Norte y el Pátio dos Comuns, respectivamente. Alrededor de estos patios se encuentran las antiguas cédas monásticas. El ala oeste está limitado por dos torres miradores, de tres pisos de altura (cuatro en las torres), diseñadas rítmicamente con paletas rectangulares con marcos de piedra y marcadas por un sistema de pilastras colosales en las esquinas. Las pilastras se colocan sobre altos entablajes y pináculos decorativos en los ángulos, marcados por la iglesia, divididos en secciones de piedra. El pórtico lateral se implanta en el centro de la nave con un marco de piedra doble, pilares toscanos con pináculos piramidales y decoración semicircular.

### Interior
El interior de la iglesia consta de tres rectángulos que coinciden con el coro,la nave y el presbiterio. El coro, separado por una barandilla con largos puestos de coro de respaldo alto, alinea todo el coro-bajo, un cuerpo intermedio con edículas rectangulares que albergan imágenes y están decoradas con tres líneas de arcos con lunetas. La gran nave se divide en dos registros y está rítmicamente marcada por secciones con pilastra toscana, mientras que arriba aparecen como pirámides invertidas. Las capillas laterales incluyen arquivoltas poco profundas, con retablos de tallas doradas, una con un púlpito y la otra con entrada lateral al templo. Sobre estos hay nichos en forma de concha que se alternan con ventanas rectangulares, y techos abovedados con lunetas. La capilla principal con altar mayor orientada verticalmente incluye un techo abovedado, con iluminación proveniente de las ventanas del coro alto, la nave y el coro. El claustro es precedido por una galilea formada por arco y portal con un frontón triangular interrumpido en el interior, unido a dos rejillas rectangulares. Consta de dos pisos con arquivoltas, con segmentos marcados por capitales toscanos y jonios a lo largo del piso superior, que incluyen balcones con barandas de hierro.
La iglesia incluye puestos del coro que forman una "U", que incluye 104 puestos distribuidos en dos filas y una puerta central. André Gonçalves también realizó importantes obras en el templo y esculturas de piedra de Braga Jacinto Vieira (1725), mientras que el retablo Joanino (1723-1733) fue escrito por el Bracarense Luís Vieira da Cruz.
Entre las obras del Museo de Arte Sacro se encuentran un gran grupo de esculturas, pinturas, joyas, cerámicas, libros y otros objetos. 

## Hotel
En 2016 el monasterio quedó integrado en el programa 'Revive', proyecto del Estado portugués que prevé la apertura del patrimonio a la inversión privada para el desarrollo de proyectos turísticos. El área a afectar por el uso turístico fue el ala sur y el modelo jurídico fue el de concesión. En abril de 2019 se firmó el contrato de concesión del monasterio al grupo MS Hotels & Resorts. La concesión será por 50 años. La inversión total para la recuperación del edificado se estima en 3,5 millones de euros y la renta anual es de 42.000 euros. El concesionario construirá un hotel de 4 estrellas con entre 60 y 70 habitaciones, spa, piscina interior y exterior y cancha de padel. También se construirá un restaurante.